# Adélaïde (Cap-Oriental)
Pour les articles homonymes, voir Adélaïde.
Adélaïde (en anglais : Adelaide, /ˈædəleɪd/) est une ville de la province du Cap-Oriental en Afrique du Sud.

## Quartiers et démographie
La ville d'Adélaïde comprend deux secteurs : le village rural d'Adélaïde (1 300 habitants) et le township de Bezuidenhoutville (4 826 habitants).
Le township de Lingelethu (6 065 habitants) est rattaché pour sa part directement à la municipalité.
Selon le recensement de 2011, l'aire urbaine comprenant Adélaïde et le township de Lingelethu compte 12 191 habitants.

## Historique
Le camp militaire de Fort Adélaïde a été fondé en 1835 par un officier britannique, le capitaine Alexander Boswell Armstrong (1787–1862). Ce fort fut nommé Adélaïde en hommage à Adélaïde de Saxe-Meiningen, l'épouse du Roi Guillaume IV d'Angleterre. Le village s'est par la suite développé à partir de ce camp militaire et prit le nom tout simplement d'Adélaïde.